# Acroporidae
Die Acroporidae sind eine Familie der Steinkorallen (Scleractinia).
Zu ihnen gehören mit den Acropora und den Montipora die artenreichsten Gattungen der Steinkorallen. Die Acroporiden sind nahe mit den Pocilloporiden und Astrocoeniiden verwandt.
Wie die meisten anderen Steinkorallen leben alle Acroporidae in einer symbiotischen Beziehung mit kleinen Algen (Zooxanthellen), die die Acroporen mit Nährstoffen versorgen. Sie sind deshalb auf helle Standorte angewiesen. Die Acroporidae wachsen sehr schnell, dominieren an vielen Stellen die Riffe und bilden regelrechte Monokulturen.

## Gattungen
Das World Register of Marine Species (WoRMS) listet 8 Gattungen, davon 7 rezent.
- Acropora Oken, 1815
- Alveopora Blainville, 1830
- Anacropora Ridley, 1884
- Astreopora Blainville, 1830
- † Diplocoenia Fromentel, 1857
- Enigmopora Ditlev, 2003
- Isopora Studer, 1879
- Montipora Blainville, 1830